# Liste von Persönlichkeiten der Stadt Perm
Die Liste von Persönlichkeiten der Stadt Perm enthält die in der russischen Stadt Perm (von 1940 bis 1957: Molotow) geborene und verstorbene Persönlichkeiten sowie solche, die in Perm gewirkt haben, dabei jedoch andernorts geboren wurden. Die Liste erhebt keinen Anspruch auf Vollständigkeit.

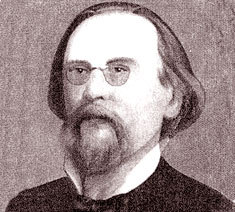
Iwan Larionow
(1830–1889)

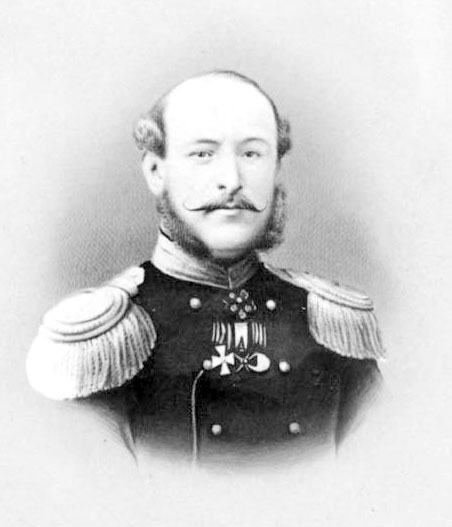
Dmitri Maksutow
(1832–1889)

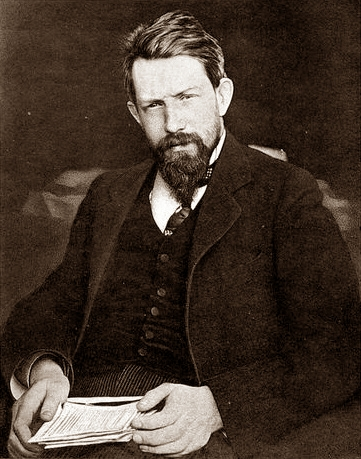
Peter Struve
(1870–1944)

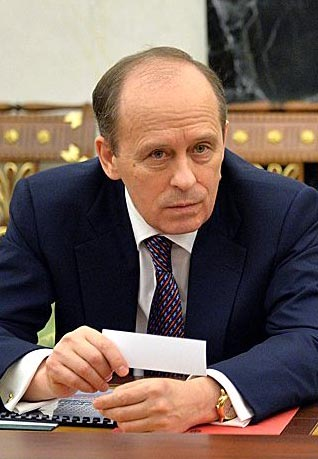
Alexander Bortnikow
(* 1951)

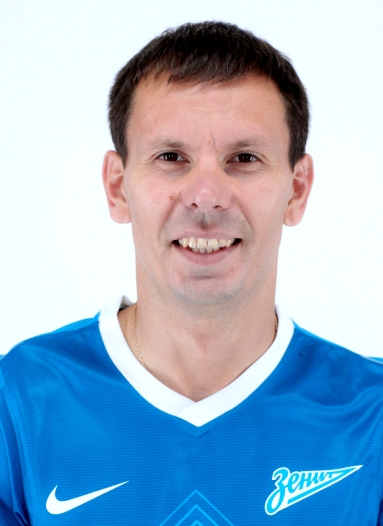
Konstantin Syrjanow
(* 1977)

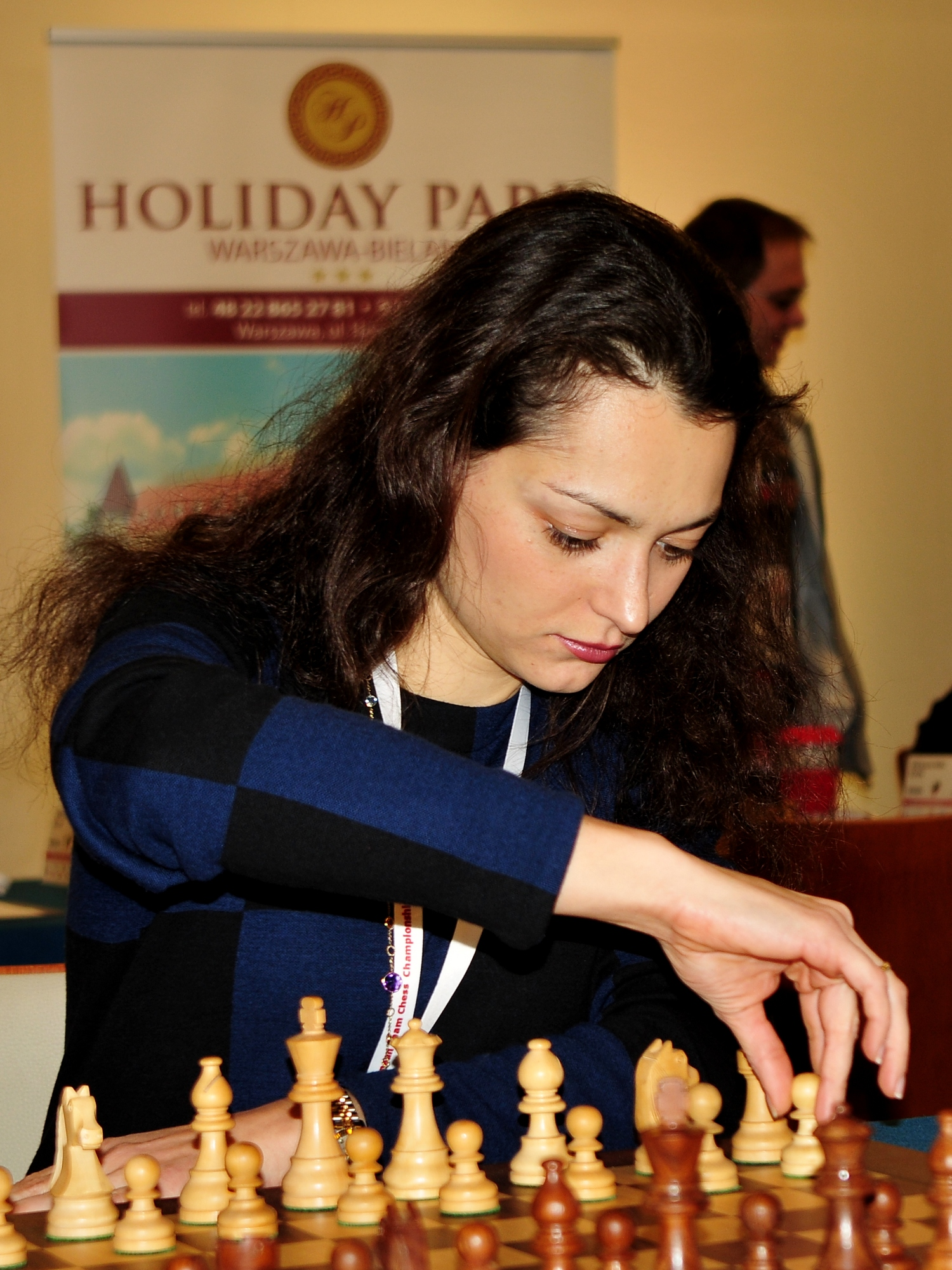
Alexandra Kostenjuk
(* 1984)

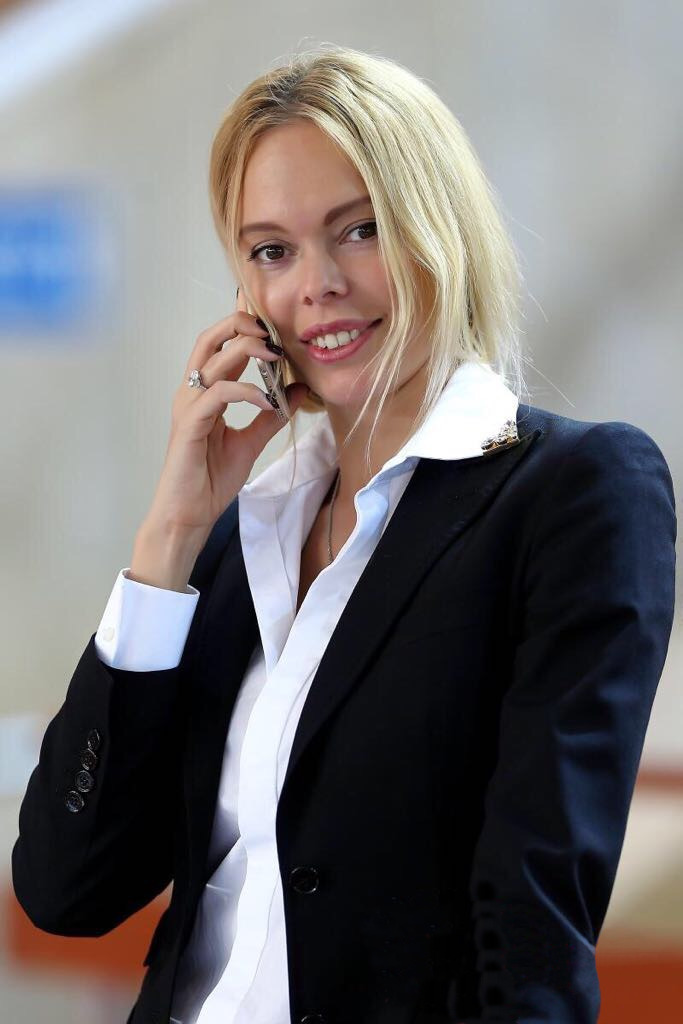
Maria Stolbowa
(* 1984)

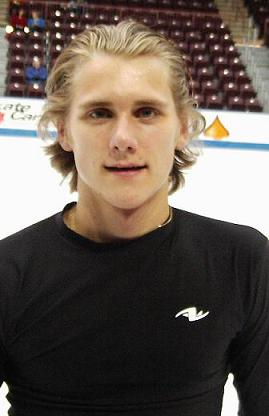
Andrei Grjasew
(* 1985)

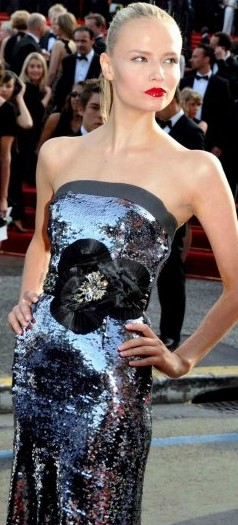
Natasha Poly
(* 1985)

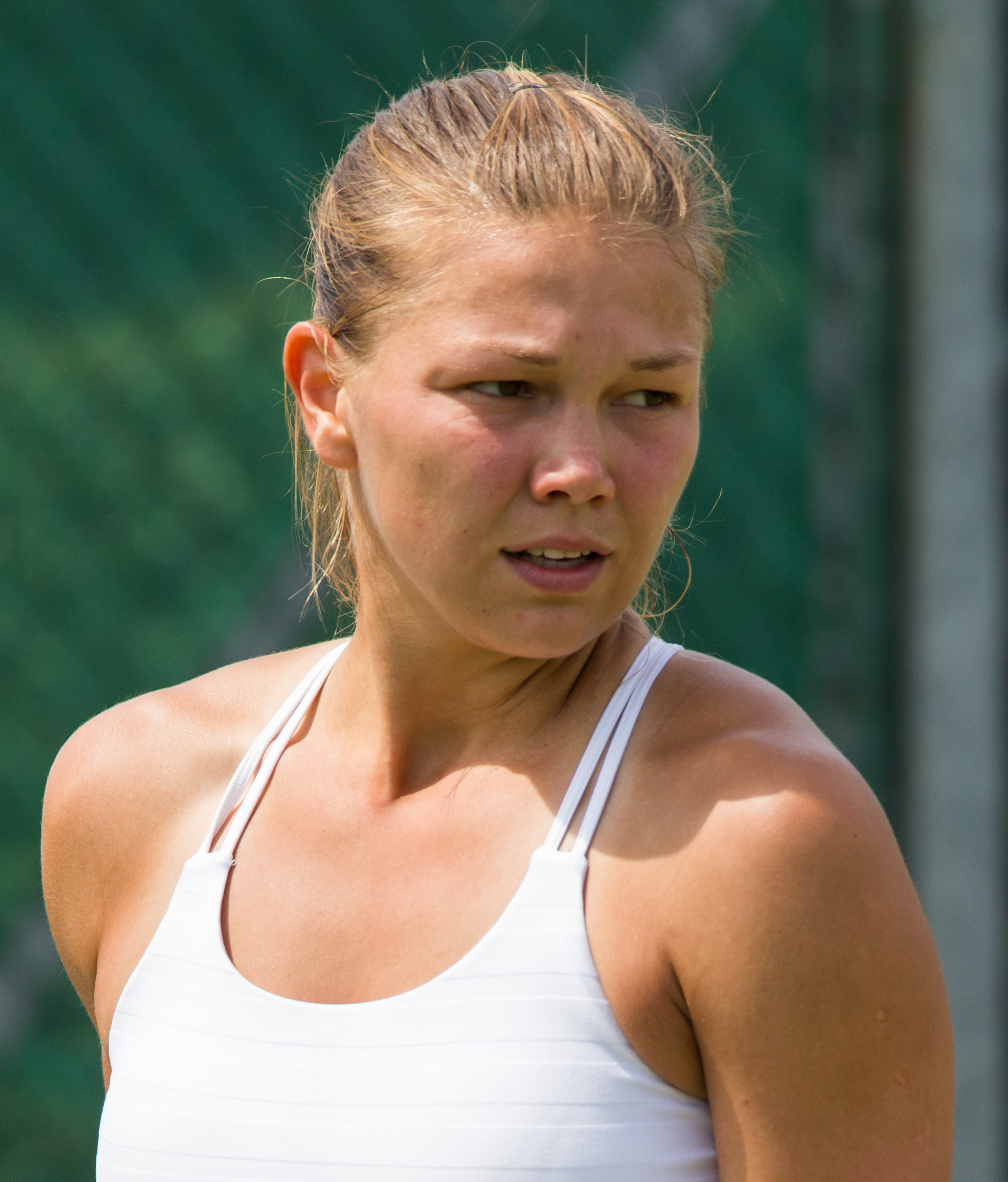
Marina Melnikowa
(* 1989)

## Söhne und Töchter der Stadt Perm
Folgende Persönlichkeiten sind in Perm geboren. Die Auflistung erfolgt chronologisch nach Geburtsjahr.

### 18. Jahrhundert

#### 1701–1800
- Iwan Swijasew (1797–1874), Architekt und Hochschullehrer

### 19. Jahrhundert

#### 1801–1900
- Modest Kittary (1824–1880), Chemietechnologe, Zoologe und Hochschullehrer
- Iwan Larionow (1830–1889), Komponist
- Dmitri Maksutow (1832–1889), Offizier der Kaiserlich Russischen Marine und letzter Gouverneur der Russisch-Amerikanischen Kompagnie
- Pjotr Wereschtschagin (1834–1886), Landschaftsmaler
- Iwan Kamenski (1857–1919), Unternehmer und Mäzen
- Andrei Gordjagin (1865–1932), Geobotaniker und Hochschullehrer
- Peter Struve (1870–1944), deutschstämmiger russischer Politiker, Ökonom und Philosoph
- Olga Lepeschinskaja (1871–1963), Bolschewistin, Revolutionärin und Biologin
- Michail Ossorgin (1878–1942), Schriftsteller und Journalist
- Grigori Barchin (1880–1969), Architekt
- Witali Chlopin (1890–1950), Radiochemiker

### 20. Jahrhundert

#### 1901–1950
- Nina Laschenzewa (1901–1988), Schauspielerin
- Nikolai Moissejew (1902–1955), Astronom
- Alexander Wanifatjew (1906–1970), Vizeadmiral
- Vera Kálmán (1907–1999), Schweizer Schauspielerin
- Wladimir Jemeljanow (1911–1975), Schauspieler[1]
- Lora Jakowlewa (1932–2022), Schachspielerin und Weltmeisterin im Fernschach (1977–1984)
- Anatoli Kusnezow (1932–2000), Schachkomponist
- Georgi Burkow (1933–1990), Schauspieler
- Musachit Chabibulin (* 1933), Eisschnellläufer
- Alexander Nemtin (1936–1999), Komponist
- Witali Margelow (1941–2021), Politiker und Geheimdienstler
- Pawel Sadyrin (1942–2001), Fußballspieler und -manager
- Irina Iwschina (* 1950), Bakteriologin und Hochschullehrerin

#### 1951–1970
- Alexander Bortnikow (* 1951), Geheimdienstfunktionär; seit 2008 Leiter des russischen Inlandsgeheimdienstes FSB
- Wassili Solomin (1953–1997), Amateurboxer
- Andrei Klimow (* 1954), Politiker, Staatsmann und Mitglied des Föderationsrates seit 2012
- Wenera Tschernyschowa (* 1954), Biathletin
- Juri Trutnew (* 1956), Politiker
- Sergej Saitschik (1957–2000), Skispringer
- Tatjana Miroljubowa (* 1964), Ökonomin und Hochschullehrerin
- Gennadi Prokopenko (* 1964), Skispringer
- Albert Malgin (* 1966), Eishockeyspieler
- Dmitri Rybolowlew (* 1966), Unternehmer
- Wladislaw Kormschtschikow (* 1967), Ski-Orientierungsläufer
- Dmitri Sergejew (* 1968), Judoka und olympischer Bronzemedaillengewinner 1992
- Roman Juschkow (* 1970), Umweltaktivist und Bürgerrechtler

#### 1971–1980
- Aljaksandr Sannikou (* 1971), belarussischer Skilangläufer
- Aljaksej Trehubou (* 1971), belarussischer Skilangläufer
- Alexander Tretjakow (* 1972), Ringer im griechisch-römischen Stil, Weltmeister 1998
- Alexander Guljawzew (* 1973), Eishockeyspieler
- Wladimir Belunzow (* 1974), Komponist und Pianist
- Tatiana Samouil (* 1974), russisch-belgische Violinistin
- Irina Skladnewa (* 1974), Skilangläuferin
- Nikita Belych (* 1975), Politiker
- Tatjana Tomaschowa (* 1975), Mittel- und Langstreckenläuferin
- Nikolai Bardin (* 1976), Eishockeyspieler
- Nikolai Parfjonow (* 1976), Nordischer Kombinierer
- Anna Samuil (* 1976), Opernsängerin
- Konstantin Syrjanow (* 1977), Fußballspieler
- Konstantin Tschaschtschuchin (* 1978), Eishockeytorwart
- Maxim Reschetnikow (* 1979), Politiker; Minister für wirtschaftliche Entwicklung seit 2020[veraltet][2]
- Wital Kowal (* 1980), russisch-belarussischer Eishockeytorwart

#### 1981–1990
- Natalja Kljutscharjowa (* 1981), Schriftstellerin
- Natalja Korosteljowa (* 1981), Skilangläuferin
- Tatjana Totmjanina (* 1981), Eiskunstläuferin
- Tatjana Weschkurowa (* 1981), Leichtathletin
- Anna Smirnowa (* 1982), Mezzosopranistin
- Ilja Solarjow (* 1982), kasachisch-russischer Eishockeyspieler
- Wjatscheslaw Below (* 1983), Eishockeyspieler
- Maxim Trankow (* 1983), Eiskunstläufer
- Alexandra Kostenjuk (* 1984), Schachspielerin
- Alexei Menschikow (* 1984), Eiskunstläufer
- Jewgeni Petschenin (* 1984), Radsportler[3]
- Maria Stolbowa (* 1984), Turnerin und Model
- Andrei Grjasew (* 1985), Eiskunstläufer
- Maxim Ichsanow (* 1985), Biathlet
- Dmitri Megalinski (* 1985), Eishockeyspieler
- Alexander Nikulin (* 1985), Eishockeyspieler
- Natasha Poly (* 1985), Model
- Jekaterina Schpiza (* 1985), Schauspielerin
- Alexander Berkutow (* 1986), Eishockeyspieler
- Olga Golowkina (* 1986), Langstreckenläuferin und Europameisterin
- Nikolai Morilow (* 1986), Skilangläufer
- Igor Polygalow (* 1986), Eishockeyspieler
- Maxim Dyldin (* 1987), Leichtathlet
- Anastassija Gladyschewa (* 1987), Skispringerin
- Denis Kasionow (* 1987), Eishockeyspieler
- Marija Panfilowa (* 1987), Biathletin
- Konstantin Besmaternych (* 1988), Eiskunstläufer
- Natalja Schestakowa (* 1988), Eiskunstläuferin
- Marina Melnikowa (* 1989), Tennisspielerin
- Stanislaw Oschtschepkow (* 1989), Skispringer
- Arina Uschakowa (* 1989), Eiskunstläuferin
- Ildar Chairullin (* 1990), Schachspieler

#### 1991–2000
- Jewgeni Klimow (* 1994), Nordischer Kombinierer und Skispringer
- Natalja Gerbulowa (* 1995), Biathletin
- Adam Chartoi (* 1997), schwedischer Boxer im Mittelgewicht

## Ehrenbürger von Perm
- 1965: Pawel Beljajew (1925–1970), Kosmonaut[4][5]
- 1965: Alexei Leonow (1934–2019), Kosmonaut und der erste Mensch, der sein Raumschiff verließ und frei im Weltraum schwebte[4][5]
- 1981: Wiktor Sawinych (* 1940), Ingenieur und Kosmonaut[4][5]
- 1987: Pawel Solowjow (1917–1996), Triebwerkskonstrukteur[4][5]

## Personen mit Beziehung zur Stadt

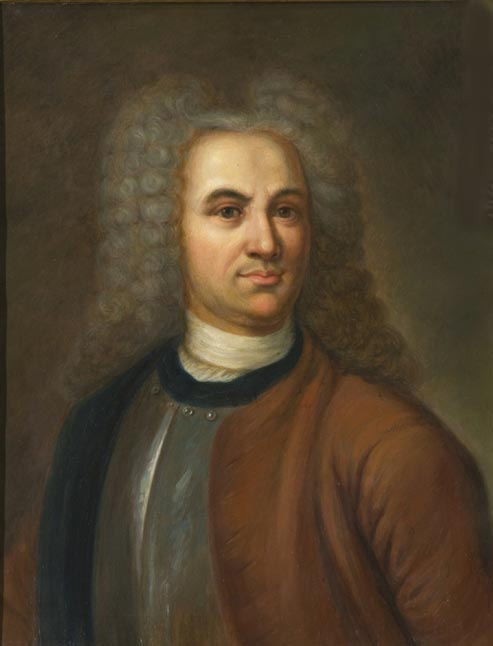
Wassili Tatischtschew
(1686–1750)

- Wassili Tatischtschew (1686–1750), Staatsmann, Historiker, Geograph, Ethnograph und Gründer der Stadt Perm
- Alexander von Humboldt (1769–1859), deutscher Naturforscher; besuchte 1829 die Stadt Perm
- Michail Speranski (1772–1839), Mathematikprofessor, bedeutender russischer Staatsmann und liberaler Reformer. Wurde 1812 nach Perm verbannt und blieb bis 1814 in Perm.
- Alexander Herzen (1812–1870), Philosoph, Schriftsteller und Publizist. Wurde 1835 nach Perm verbannt.
- Wladimir Korolenko (1853–1921), Schriftsteller, 1880–1881 in Perm in Verbannung
- Alexander Popow (1859–1906), Physiker und Pionier der Funktechnik, studierte am Theologischen Seminar in Perm

## In Perm verstorbene Persönlichkeiten
- Christoph Adolf von Buhrmeister (1784–1866), Generalleutnant
- Grigori Kamenski (1814–1893), Unternehmer und Mäzen
- Nikolai Slawjanow (1854–1897), Ingenieur und Erfinder des Lichtbogenschweißens mit abschmelzender Elektrode
- Alexander Turtschewitsch (1855–1910), Architekt
- Boris Polenow (1859–1923), Geologe, Petrologe, Mineraloge und Hochschullehrer
- Pawel Sjusew (1867–1928), Botaniker und Hochschullehrer
- Alexander-Paul Henckel (1872–1927), Biologe und Hochschullehrer
- Lidija Petrowna Schtykan (1922–1982), Theater- und Filmschauspielerin
- Sergei Below (1944–2013), Basketballspieler, -trainer und -funktionär
- Gennadi Troschew (1947–2008), General